# Chadaš

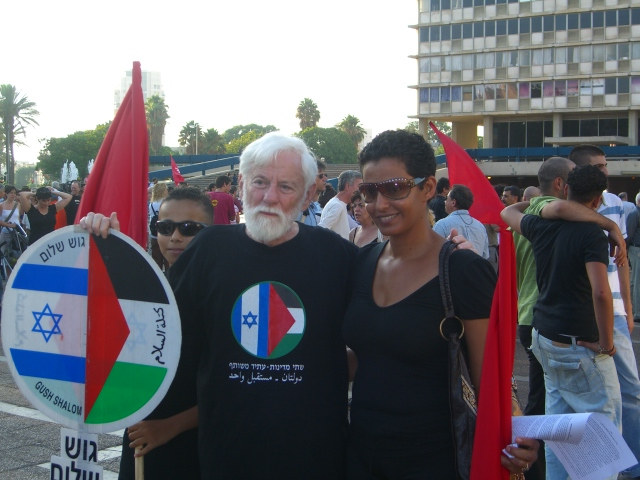
Demonstrace strany Chadaš proti druhé libanonské válce

Chadaš (hebrejsky חד״ש‎, akronym pro החזית הדמוקרטית לשלום ולשוויון‎, Ha-chazit ha-demokratit le-šalom u-le-šivjon, tedy Demokratická fronta pro mír a rovnost) je izraelská nesionistická komunistická strana. Velká část členstva a voličstva jsou izraelští Arabové. V předčasných parlamentních volbách v roce 2020 strana kandidovala v rámci Sjednocené kandidátky a získala 5 poslaneckých mandátů; celá koalice získala pak mandátů 15.

## Historie a program
Chadaš je levicovou stranou sdružující izraelské Židy i Araby. Ideologický základ tvoří marxismus a odpor k nacionalismu. Koalice Chadaš vznikla v sedmdesátých letech, kdy se parlamentní komunisté (Rakach) spojili s mimoparlamentní opozicí (izraelští Černí panteři a další i nemarxistické formace).

## Volební výsledky
Pozn.: V některých volbách kandidovala strana Chadaš v rámci koalice. V grafu je uveden počet mandátů, které připadly na Chadaš.